# 寧錄 (年輕歲月專輯)
《寧錄》（Nimrod）是美國搖滾樂團年輕歲月的第五張錄音室專輯，於1997年10月14日由Reprise唱片發行。專輯中的歌曲在加州洛杉磯的康威錄音室（Conway Recording Studios）錄製。
《寧錄》發行後登上Billboard 200榜單第十名，並獲得美國唱片業協會（RIAA）認證為多重白金唱片。《寧錄》專輯收錄了〈Hitchin' a Ride〉、〈Good Riddance〉、〈Redundant〉等單曲。
1. ↑  .   [August 24, 2015]. （原始内容存档于2013-11-14）.
2. ↑  Spitz, Marc.  (November 1, 2006) Nobody Likes You: Inside the Turbulent Life, Times, and Music of Green Day.  Hyperion.  ISBN 978-1401309121